# 王宫良
王宫良（英語：Kid；罗马音：Wang Ke Da；1989年12月14日—），原名王柯达，中国大陆山西省太原市人，中国大陆男演员、模特，毕业于北京电影学院。
2011年，王宫良参演了电视剧《追捕》从而正式出道，2012年，王宫良在中国内地革命剧《毛泽东》中饰演毛泽东的朋友罗雪瓒。2013年，王宫良主演了内地首部运动员题材电影《激情跳水梦》，饰演剧中的彭鹏。2014年，主演电视剧《骄阳似我》，且凭《骄阳似我》获得潜力优质演员称号。2014年9月，王宫良主演了边拍边播类型的轻喜剧《女神办公室》第二部。

## 早年经历
1989年12月14日，王柯达出生于中华人民共和国山西省。其毕业于北京电影学院表演系。2011年，王柯达因出演电视剧《追捕》中林龙一角而正式出道，从而走上演艺之路。

## 演艺事业

### 影视方面
2011年，参演向少卿指导的电视剧《追捕》、参演电视剧佟大为 、应采儿主演的电视剧《追爱》、参演音乐剧《天龙八部》。
2012年，参演中国革命电视剧《毛泽东》，在剧中饰演毛泽东朋友罗雪瓒、参演电影《跑出一片天》。
2013年3月，参演电视剧《抓紧时间爱》、中国首部体育电影《激情跳水梦》，饰演彭鹏。
2014年，主演电视剧《骄阳似我》、参演电影《飘》、主演电视剧《女神办公室》第二部，饰演甄帅。
2015年，主演电视剧《小野兽花店》，饰演梁十。
2015年，卡通片《巴啦啦小魔仙》哈萊王后之子-奧瑪王子。
2016年，主演電視劇《你好，喬安》中飾演江齊飛

### 音乐方面
2013年2月，加入up girs90之奇奇达乐团，发行EP《二楼上的精灵》。后组合解散。

### 综艺活动
2014年8月9日，应天津卫视的邀约，王柯达参加节目《说剧实话》的录制，该期节目为《激情跳水梦》专题节目。
2014年8月14日，王柯达于北京参加主演的中国首部运动员题材体育电影《激情跳水梦》展映会。

## 影视作品

### 电影
| 上映时间 | 电影       | 角色       | 备注 |
| -------- | ---------- | ---------- | ---- |
| 2009     | 金陵十三钗 | 国军敢死队 |      |
| 2011     | 追爱       | 杨国兵     |      |
| 2012     | 跑出一片天 | 雷霆       |      |
| 2012     | 私奔       | NONO       |      |
| 2013     | 激情跳水梦 | 彭鹏       |      |
| 2014     | 飘         | 魏阿桑     |      |
| 2019     | 上海堡垒   | 曾煜       |      |

### 电视剧
| 播出时间 | 电视剧                   | 角色     | 备注 |
| -------- | ------------------------ | -------- | ---- |
| 2010     | 追捕                     | 向少卿   |      |
| 2013     | 毛泽东                   | 罗雪瓒   |      |
| 2014     | 骄阳似我                 | 杨天翔   |      |
| 2014     | 女神办公室2              | 甄帅     |      |
| 2015     | 小野兽花店               | 梁十     | 网剧 |
| 2015     | 巴啦啦小魔仙之音符之谜   | 奥玛王子 |      |
| 2016     | 你好乔安                 | 江齐飞   |      |
| 2018     | 為了你我願意熱愛整個世界 | 李寧楓   |      |
| 2020     | 两世欢                   | 左言希   |      |
| 2022     | 愛的二八定律             | 秦文宇   |      |
| 待播     | 抓紧时间爱               | 林杰     |      |
| 待播     | 美人香                   |          |      |
| 待播     | 我们与法庭的距离         | 江峰     |      |

## 音乐作品

### 音乐剧
| 时间 | 剧名     | 扮演角色 | 导演   |
| ---- | -------- | -------- | ------ |
| 2011 | 天龙八部 | 段誉     | 钱永强 |

### 单曲
| 时间 | 歌曲     |
| ---- | -------- |
| 2011 | My Angel |
| 2011 | 英雄     |

### 组合专辑
| 时间 | 专辑         |
| ---- | ------------ |
| 2013 | 二楼上的精灵 |

## 获奖记录
| 时间 | 奖项         | 获奖作品 |
| ---- | ------------ | -------- |
| 2014 | 潜力优质演员 | 骄阳似我 |

## 微博事件
2013年12月25日，一名内地微博网友在其微博发布了一条”帅哥送货“的新闻而引发热议，据了解此为某电商品牌为吸引顾客而推出的"男神送货"活动，而爆出的"帅哥快递"事件主角就是王柯达。事后有网友怀疑王柯达借此事炒作，王柯达予以坚决否认，强调此事纯属巧合，绝无炒作之意。

## 媒体评价
|                    | 毕业于北京电影学院的王柯达，曾出演过多部影视作品，并在首部青春虐心剧《骄阳似我》里的出色表演而获得大量的忠实粉丝，同时被合作过的众多导演公认为优质演员之一，并被大家称为“鲜肉美男”。 |
| ——搜狐网评价王柯达 | |

## 外部連結
- 王柯达的新浪微博（简体中文）
- 王柯达的新浪博客（简体中文）
- 王柯达吧的新浪微博（简体中文）
- 王柯达粉丝团（简体中文）